# Samostalni zrakoplovni vod Osijek
Samostalni zrakoplovni vod Osijek je bila jedna od prvih zrakoplovnih postrojbi formiranih u Hrvatskoj. Najznačajnije djelovanje je zabilježila tijekom opsade Vukovara kada je opkoljenom gradu dostavljala opremu, medicinske potrepštine te kasnije improviziranim bombama izvodila napade na neprijateljske položaje.

## Povijest
Na početku rata Hrvatska nije imala ustrojeno ratno zrakoplovstvo, pa su sami branitelji osnivali prve zrakoplovne postrojbe. Isprva su obavljali izvidničke, a poslije i borbene zadaće. Među najaktivnijima bio je Samostalni zrakoplovni vod u Operativnoj zoni Osijek, osnovan 8. listopada 1991. Vod je djelovao s improviziranih uzletišta u okolici Đakova pomoću nekoliko malih sportskih zrakoplova i velikih ali sporih poljoprivrednih aviona Antonov An-2, prvobitno namijenjenih prijevozu ranjenika.

Ti su zrakoplovi u početku u sanducima s padobranom izbacivali pomoć opkoljenom Vukovaru. Zatim su dosjetljivi oružari od plinskih boca napunjenih eksplozivom počeli izrađivati takozvane bojler-bombe, pa je na neprijateljske položaje padao i smrtonosni teret. Borbene aktivnosti osječkog voda imale su itekako važne moralno-psihološke, pa i materijalne učinke. Jugo-vojska je uskoro počela respektirati neočekivanu pogibelj iz zraka koju, unatoč tehničkoj nadmoći, nije mogla zaustaviti. Zbog toga je u blizinu bojišnice dopremljena raketna pukovnija iz Srbije, naoružana najmodernijim protuzrakoplovnim raketnim sustavom KUB-M SA-6.

### Prekid djelovanja
Pokušavajući oboriti hrvatske zrakoplovce ispalili su 16 raketa, od kojih su neke pale čak i u susjednu Mađarsku. Ipak, jedna raketa pogodila je cilj - 2. prosinca 1991. iznad Otoka pokraj Vinkovaca pogođen je An-2 u kojem su poginuli osnivač voda Marko Živković i drugi pilot Mirko Vukušić te padobranci Ante Plazibat i Rade Griva. U tim okolnostima vod je morao prestati s borbenim djelovanjima. Do tada su, u nešto manje od dva mjeseca, hrabri hrvatski letači obavili 35 borbenih letova tijekom kojih je izbačeno 68 bombi i 17 sanduka s dvije tone pomoći za Vukovar. 

Vod je ponovno kratko reaktiviran 1993. za prijevoz ranjenika iz Slavonije u Zagreb. No, tada su već dotrajale osječke dvokrilce zamijenili suvremeni borbeni zrakoplovi Hrvatskoga ratnog zrakoplovstva

## Vanjske poveznice
- 8. listopada 1991 – Osnovan ‘Prvi samostalni zrakoplovni vod Osijek’ (VIDEO) Kamenjar.com
- Na današnji dan 1991. Osnovan ‘Prvi samostalni zrakoplovni vod Osijek’ (VIDEO) Kamenjar.com